# Hannes Schammann
Hannes Schammann (* 1981) ist ein deutscher Migrationsforscher und Politikwissenschaftler. Seit 2018 ist er Universitätsprofessor für Politikwissenschaft mit dem Schwerpunkt Migrationspolitik an der Universität Hildesheim.

## Leben
Hannes Schammann studierte Sprachen, Wirtschafts- und Kulturraumstudien an der Universität Passau und der Universidad de Concepción, Chile. Anschließend war er mehrere Jahre in der Praxis tätig: als Koordinator für Integrationsprojekte bei der Bundesarbeitsgemeinschaft für Evangelische Jugendsozialarbeit, Referent für Grundsatzfragen der Integration beim Bundesamt für Migration und Flüchtlinge sowie Projektleiter für Migration und Integration bei der Robert Bosch Stiftung. Berufsbegleitend promovierte er in Passau mit einer Arbeit zu Ethnomarketing und Integration. Im Jahr 2014 wurde er auf die Juniorprofessur für Politikwissenschaft mit dem Schwerpunkt Migrationspolitik an die Universität Hildesheim berufen. Seit 2018 ist er dort Universitätsprofessor mit derselben Denomination. An seiner Professur baute er die Migration Policy Research Group auf, zu der eine „Forschungs- und Transferstelle Migrationspolitik“ gehört.
Schammann ist Mitherausgeber der Zeitschrift für Flucht- und Flüchtlingsforschung (Z'Flucht), Mitglied (und ehemaliger Vorstand 2020–22) im Netzwerk Fluchtforschung, Mitglied im Rat für Migration und der DVPW. Er war und ist in zahlreichen Beiräten zu wissenschaftlichen und praxisnahen Vorhaben und Organisationen involviert (u. a. Evangelische Kirche in Deutschland, Goethe-Institut). Zum 1. Januar 2025 wurde er in den Sachverständigenrat für Integration und Migration (SVR) berufen.
In der Öffentlichkeit meldet sich Schammann regelmäßig mit Einschätzungen und Analysen zu Wort. Dabei mahnt er regelmäßig mehr Sachlichkeit in der politischen Auseinandersetzung an und wendet sich gegen eine „Migrationspolitik auf dem Bierdeckel“. Er betonte in der Debatte um die Fluchtzuwanderung im Jahr 2023 beispielsweise die Diversität lokaler Praxis, die Begrenztheit politischer Steuerungsmöglichkeiten oder kritisierte die Ausgabe von Sachleistungen für Asylsuchende als wirkungslos und bürokratisch.

## Forschung
Schammann legt einen Schwerpunkt seiner Forschung auf die Rolle von Kommunen bei der Migrationspolitik und besonders bei der Aufnahme von Geflüchteten. Dabei werden neben Städten auch ländliche Regionen betrachtet. Ein Ziel der Forschung ist es, zu verstehen, weshalb manche Kommunen aktiv werden, während andere passiv bleiben. Daneben beschäftigt Schammann sich mit Diskursverschiebungen in der deutschen Migrationspolitik und diagnostiziert u. a. eine meritokratische Wende in der deutschen Flüchtlingspolitik. Zudem ist er Co-Autor eines Lehrbuchs zur Migrationspolitik und reflektiert allgemeine Entwicklungen in der Migrationsforschung. Neben akademischen Veröffentlichungen in nationalen und internationalen Zeitschriften publiziert er auch praxisnahe Studien (u. a. zur Überlastung von Ausländerbehörden oder zur Diskussion um eine „kommunale Pflichtaufgabe Integration“) und ist in Transferprojekten engagiert (u. a. ein Pilotprojekt zur algorithmengestützen Verteilung Asylsuchender).

## Veröffentlichungen (Auswahl)

### Monographien
- mit Danielle Gluns: Migrationspolitik, Baden-Baden: Nomos 2021.

### Beiträge in Zeitschriften und Sammelwerken
- mit Danielle Gluns, Christiane Heimann, Sandra Müller, Tobias Wittchen, Christin Younso und Franziska Ziegler: Defining and transforming local migration policies: a conceptual approach backed by evidence from Germany. Journal of Ethnic and Migration Studies, 47 (13) 2021, doi:10.1080/1369183X.2021.1902792.
- Zwischen common ground und Multiperspektivität: Überlegungen zu Stand und Perspektiven der Migrationsforschung. Zeitschrift für Migrationsforschung, 1(1) 2021, 125–148. DOI: 0.48439/zmf.v1i1.102.
- mit Felix Maas, Sybille Münch und Miriam Schader (Hrsg.): Special Issue: The Politics of Uncertainty: Producing, Reinforcing and Mediating (Legal) Uncertainty in Local Refugee Reception. Journal of Refugee Studies 34 (4) 2021.
- Wenn Variationen den Alltag bestimmen. Unterschiede lokaler Politikgestaltung in der Leistungsgewährung für Asylsuchende. Zeitschrift für Vergleichende Politikwissenschaft 9 (3) 2015, 161–182. doi:10.1007/s12286-015-0267-4.

## Belege
1. ↑  Hannes Schammann: Ethnomarketing und Integration. transcript, Bielefeld 2013, ISBN 978-3-8376-2428-1.
2. ↑  Universität Hildesheim: Prof. Dr. Hannes Schammann. 9. Oktober 2014, abgerufen am 27. Oktober 2023.
3. ↑  Staffelstabübergabe und neuer Sachverständiger im SVR. In: Sachverständigenrat für Integration und Migration gGmbH. Abgerufen am 15. Januar 2025 (de-DE-formal).
4. ↑  Hannes Schammann: Der Wunsch nach einer Migrationspolitik auf dem Bierdeckel ist groß. In: Süddeutsche Zeitung. 9. November 2023, abgerufen am 27. Februar 2024.
5. ↑  S. W. R. Aktuell: Migrationsforscher: Turnhallen und Zelte sind weiterhin die Ausnahme. 23. Oktober 2023, abgerufen am 27. Oktober 2023.
6. ↑  Migration: "Hundertprozentige Steuerung kann nicht funktionieren". Abgerufen am 27. Oktober 2023.
7. ↑  deutschlandfunk.de: Wie gut ist das neue Asylrecht? - Interview mit Hannes Schammann. Abgerufen am 27. Oktober 2023.
8. ↑  Hannes Schammann, Danielle Gluns, Christiane Heimann, Sandra Müller, Tobias Wittchen, Christin Younso, Franziska Ziegler: Defining and transforming local migration policies: a conceptual approach backed by evidence from Germany. In: Journal of Ethnic and Migration Studies. Band 47, Nr. 13, 3. Oktober 2021, ISSN 1369-183X, S. 2897–2915, doi:10.1080/1369183X.2021.1902792.
9. ↑  Hannes Schammann: Eine meritokratische Wende? Arbeit und Leistung als neue Strukturprinzipien der deutschen Flüchtlingspolitik. In: Zeitschrift für Sozialreform. Band 66, Nr. 11, 2017, JSTOR:45018292.
10. ↑  Hannes Schammann, Danielle Gluns: Migrationspolitik. Nomos, Baden-Baden 2021, ISBN 978-3-8487-4054-3.
11. ↑  Hannes Schammann: Zwischen common ground und Multiperspektivität: Überlegungen zu Stand und Perspektiven der Migrationsforschung. In: Zeitschrift für Migrationsforschung. Band 1, Nr. 1, 2021, doi:10.48439/zmf.v1i1.102.
12. ↑  Thorsten Schlee, Hannes Schammann, Sybille Münch: An den Grenzen? Ausländerbehörden zwischen Anspruch und Alltag. Hrsg.: Bertelsmann-Stiftung. Gütersloh 29. Oktober 2023, doi:10.11586/2023069.
13. ↑  Boris Kühn, Hannes Schammann, Petra Bendel: Integration als kommunale Pflichtaufgabe: Holzweg oder Königsweg zu krisenfesten kommunalen Strukturen? 19. Februar 2024 (uni-hildesheim.de [PDF]).
14. ↑  Match'In – Pilotprojekt zur Verteilung von Schutzsuchenden. Abgerufen am 27. Oktober 2023 (deutsch).

| Personendaten    | Personendaten                                           |
| ---------------- | ------------------------------------------------------- |
| NAME             | Schammann, Hannes                                       |
| KURZBESCHREIBUNG | deutscher Migrationsforscher und Politikwissenschaftler |
| GEBURTSDATUM     | 1981                                                    |